# Ralph Gleason’s Jazz Casual: Mel Tormé & Carmen McRae
Ralph Gleason’s Jazz Casual: Mel Tormé & Carmen McRae — концертный сплит-альбом американских исполнителей Мела Торме и Кармен Макрей, выпущенный в 2001 году на лейбле Koch Jazz. На альбоме представлены записи выступлений и интервью артистов на музыкальной программе Jazz Casual Ральфа Джей Глисона, сделанные в 1962 и 1964 годах. Чуть ранее записи были выпущены на VHS.

## Отзывы критиков
| Оценки критиков | Оценки критиков |
| Источник        | Оценка          |
| --------------- | --------------- |
| AllMusic        | [ 6 ]           |

Кен Драйден из AllMusic заявил, что оба вокалиста в отличной форме. Он отметил, что Мела Торме впервые можно услышать с трио малоизвестных музыкантов, которые обеспечивают отличную поддержку, но песни, прозвучавшие в первой половине шоу, не соответствуют последней части, включая весёлый отрывок «Dat Dere», мечтательную «When Sunny Gets Blue» и редкую возможность услышать, как певец играет на гавайской гитаре в «Quiet Nights (Corcavado)», а также на фортепиано. По его мнению, и у Кармен Макрей нет слабых мест, поскольку она уверенно исполняет отличный материал с сильной ритм-секцией; начиная с отрывистой интерпретации песни «I’m Gonna Lock My Heart And Throw Away The Key», Макрей держит аудиторию на ладони, в то время как её трогательное исполнение песни «Trouble Is a Man» производит сильное впечатление. Единственным разочарованием для него было в быстром прекращение исполнения «Exactly Like You» к концу трансляции (из-за нехватки времени в сериале), поскольку Макрей была опытной пианисткой, которая редко записывалась на инструменте.
Даг Рэмси из JazzTimes выделил у Макрей «I’m Gonna Lock My Heart» в забавном темпе и «’Round Midnight», «столь же прочувствованную, как и всё, что она когда-либо пела». По его словам, любой, кто только слышал и никогда не видел Кармен, обязательно будет поражен её красотой, силой характера и способностью находить контакт с аудиторией, даже когда аудитория представляет собой цифровую камеру в коробке на колесах.

## Список композиций
Mel Tormé
1. «We’ve Got a World That Swing» — 2:09
2. «Interview» — 7:24
3. «Comin’ Home Baby» — 2:31
4. «Mel Speaks» — 1:20
5. «Sidney’s Soliloquy» — 2:26
6. «Mel Speaks» — 0:34
7. «Dat Dere» — 2:36
8. «Mel Speaks» — 1:00
9. «When Sunny Get Blue» — 3:01
10. «Mel Speaks» — 1:08
11. «Quiet Nights» — 2:21
12. «Route 66» — 1:51

Carmen McRae
1. «I’m Gonna Lock My Heart And Throw Away The Key» — 2:42
2. «Interview» — 6:09
3. «Trouble Is a Man» — 3:44
4. «Carmen with Norman Simmons» — 1:04
5. «If You Never Fall in Love with Me» — 3:36
6. «Carmen with Norman Simmons» — 0:49
7. «’Round Midnight» — 4:31
8. «Carmen with Norman Simmons» — 0:41
9. «Love for Sale» — 4:30
10. «Closing Remarks by Ralph Gleason» — 0:13
11. «Exactly Like You» — 0:26

## Участники записи
- Мел Торме (1-12) — вокал, фортепиано, гавайская гитара
- Кармен Макрей (13-23) — вокал, фортепиано
- Перри Линд (1-12), Виктор Спролз (13-23) — бас-гитара
- Бенни Барт (1-12), Уолтер Перкинс (13-23) — ударные
- Гэри Лонг (1-12), Норман Симмонс (13-23) — фортепиано